# Camera Work

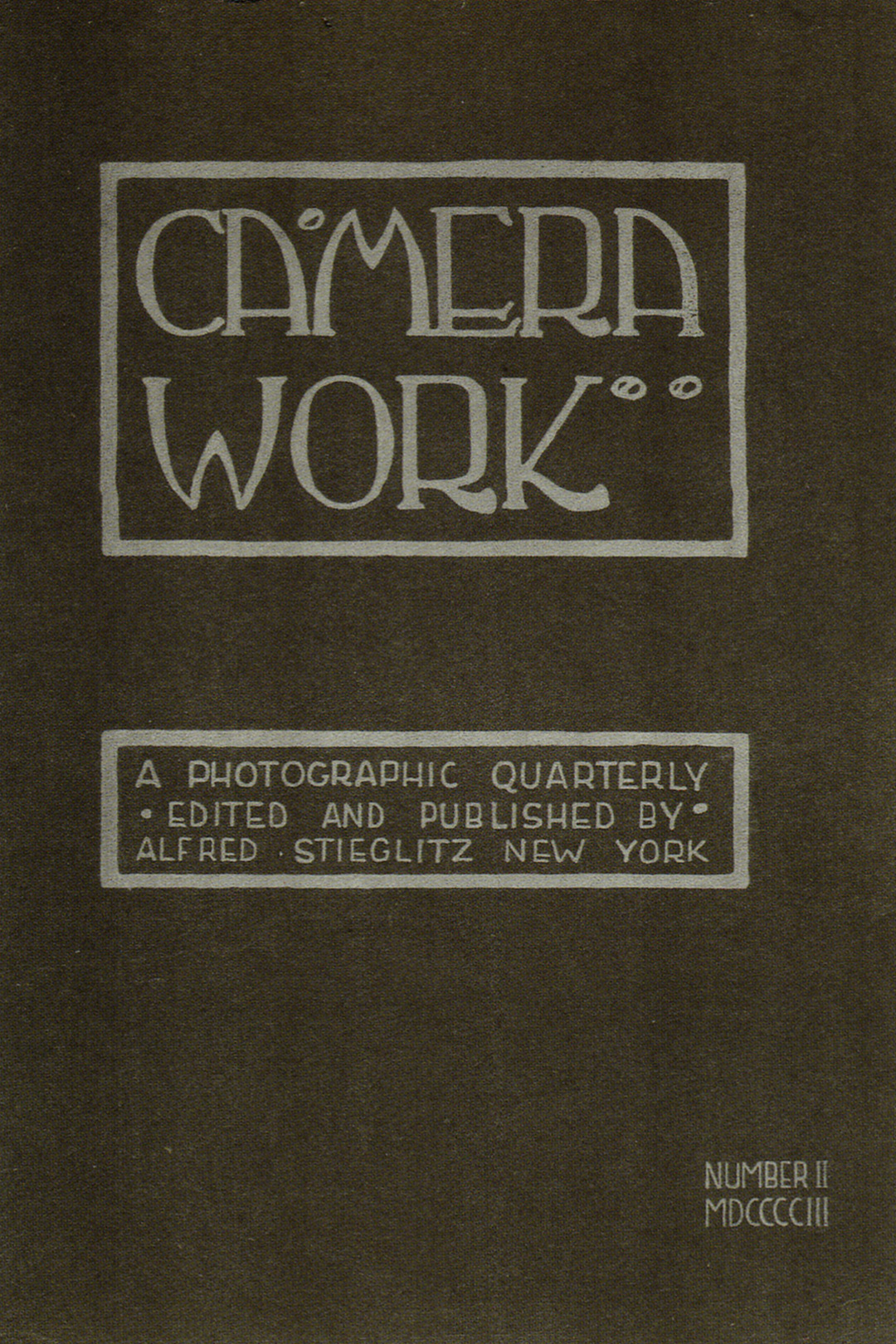
Titulní strana časopisu Camera Work č. 2 (1903)

Camera Work byl fotografický a výtvarný čtvrtletník, který vycházel ve Spojených státech v letech 1903–1917.

## Historie
Vydavatelem byl americký fotograf, publicista a galerista Alfred Stieglitz. Časopis vycházel v nákladu 1000 výtisků. Vycházely v něm teoretické články o fotografii, umění a společnosti, reprodukce fotografií amerických a evropských autorů, a od roku 1911 také reprodukce avantgardních výtvarných děl.
Začátkem roku 1909 začal do časopisu psát pravidelné sloupky Paul Haviland. Ve stejném roce mu byla zveřejněna jedna z jeho portrétních fotografií (Miss G. G., č. 28, říjen). O rok později byl jmenován zástupcem šéfredaktora a měl také funkci tajemníka galerie a pomohl zorganizovat mnoho výstav francouzských umělců. Dalších šest jeho fotografií bylo v čísle 39 z roku 1912.

## Galerie

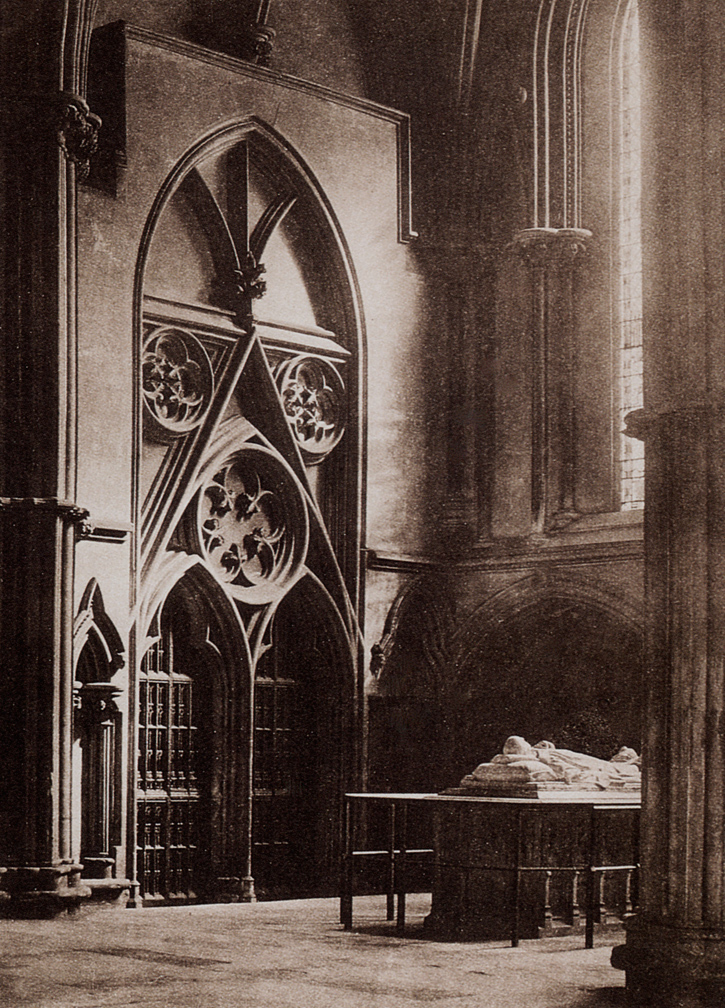
Frederick H. Evans: York Minster: 'In sure and Certain Hope, Camera Work č. 4, 1903
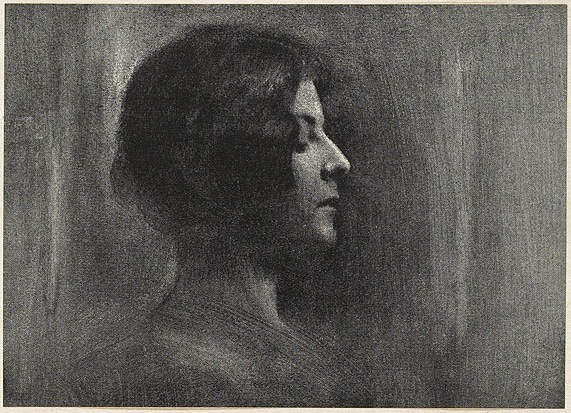
Robert Demachy: Vážnost, Camera Work č. 5, 1904
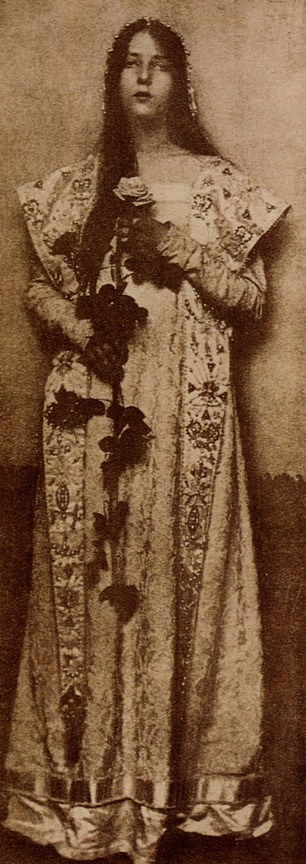
Eva Watson-Schütze: Růže, Camera Work č. 9, 1905
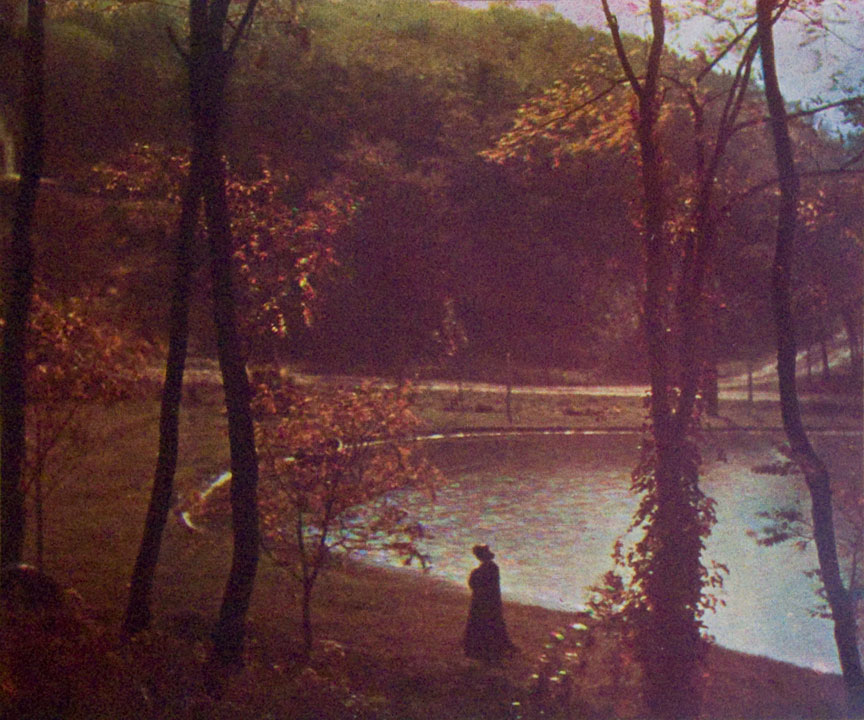
Edward Steichen: Experiment v tříbarevné fotografii, Camera Work č. 15, 1906
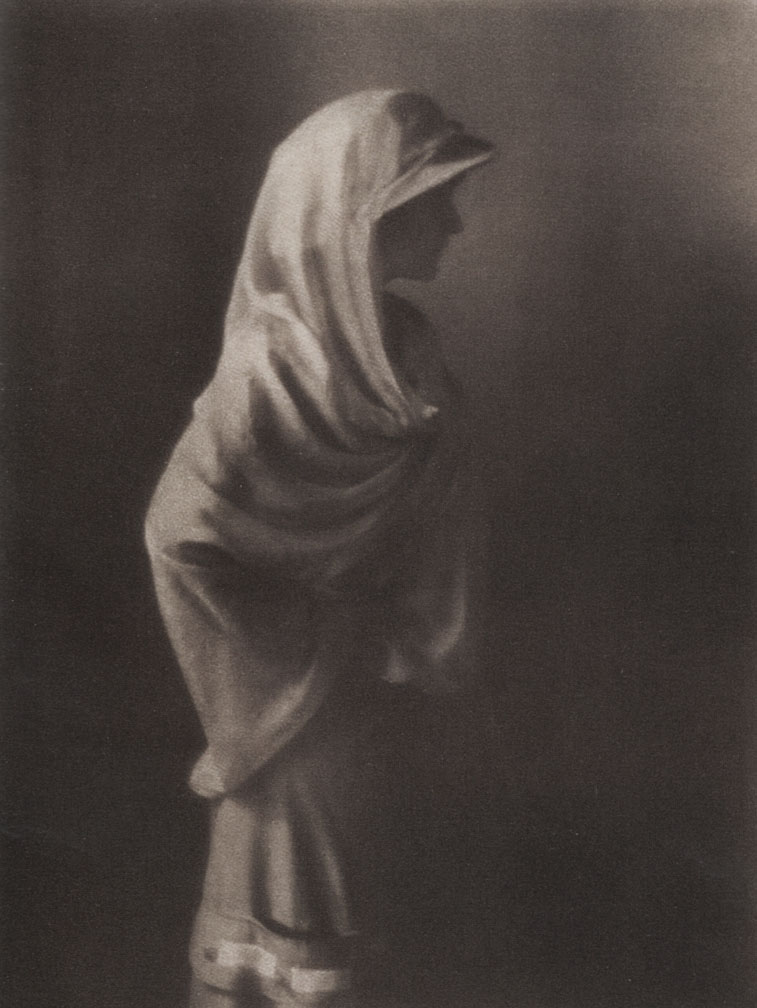
Paul B. Haviland: Miss Doris Keane, Camera Work č. 17, 1907
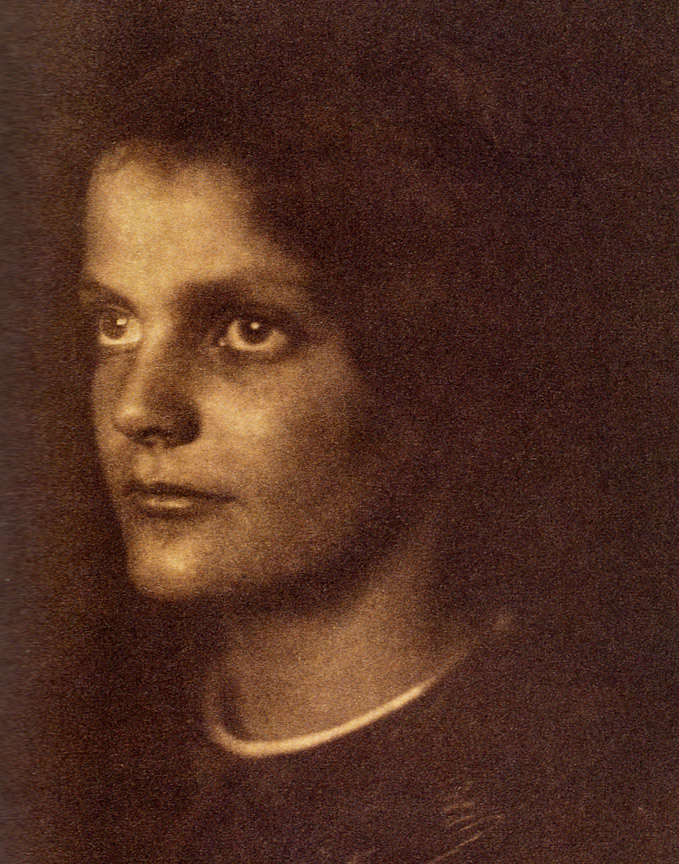
Sarah Choate Sears: Mary, Camera Work č. 18, 1907
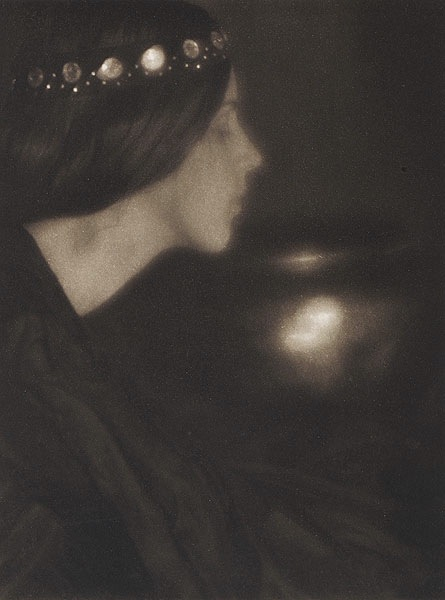
George Seeley: Black Bowl, Camera Work č. 20, 1907
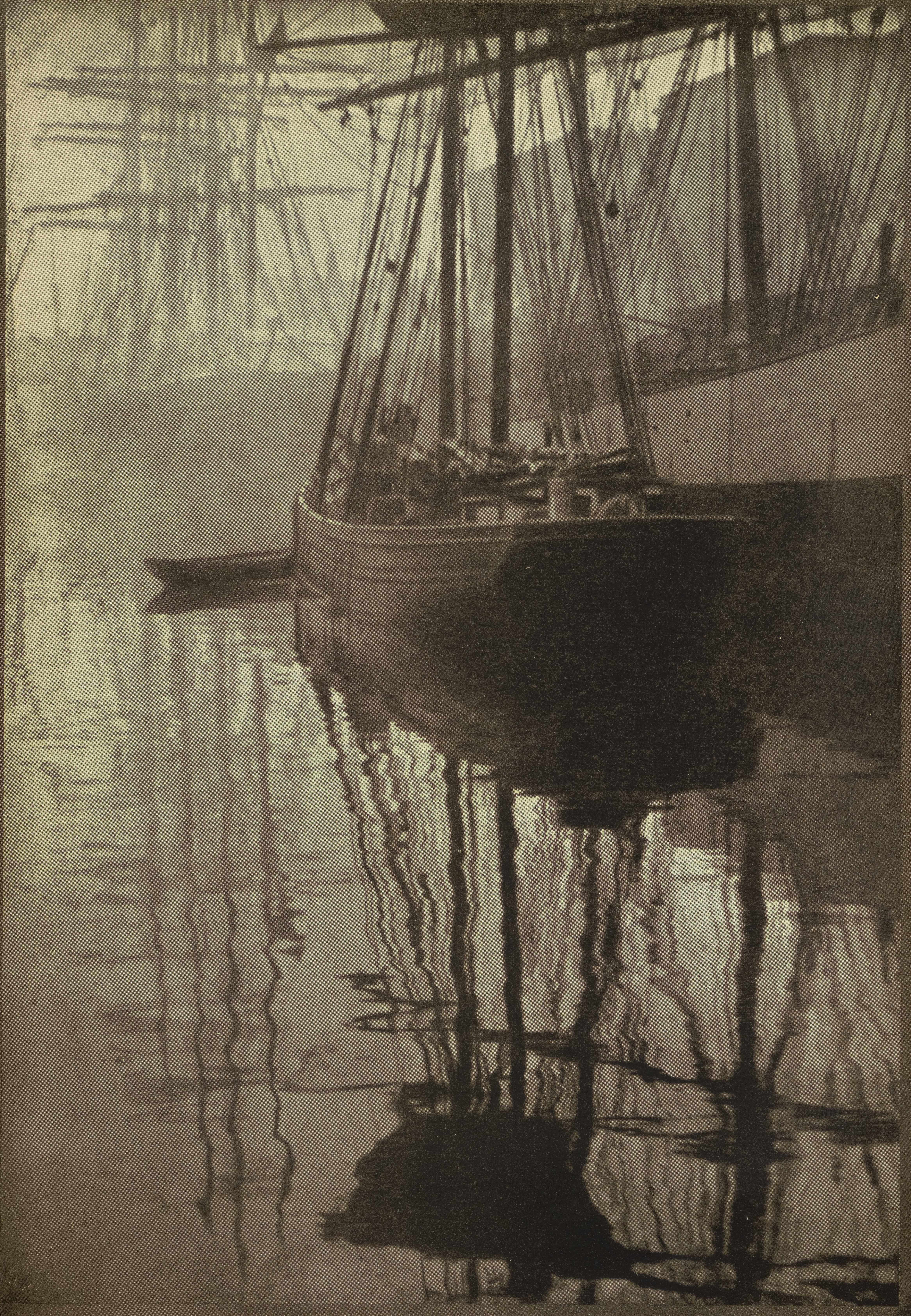
Alvin Langdon Coburn: Pavučiny (Spider-webs), Camera Work č. 21, 1908
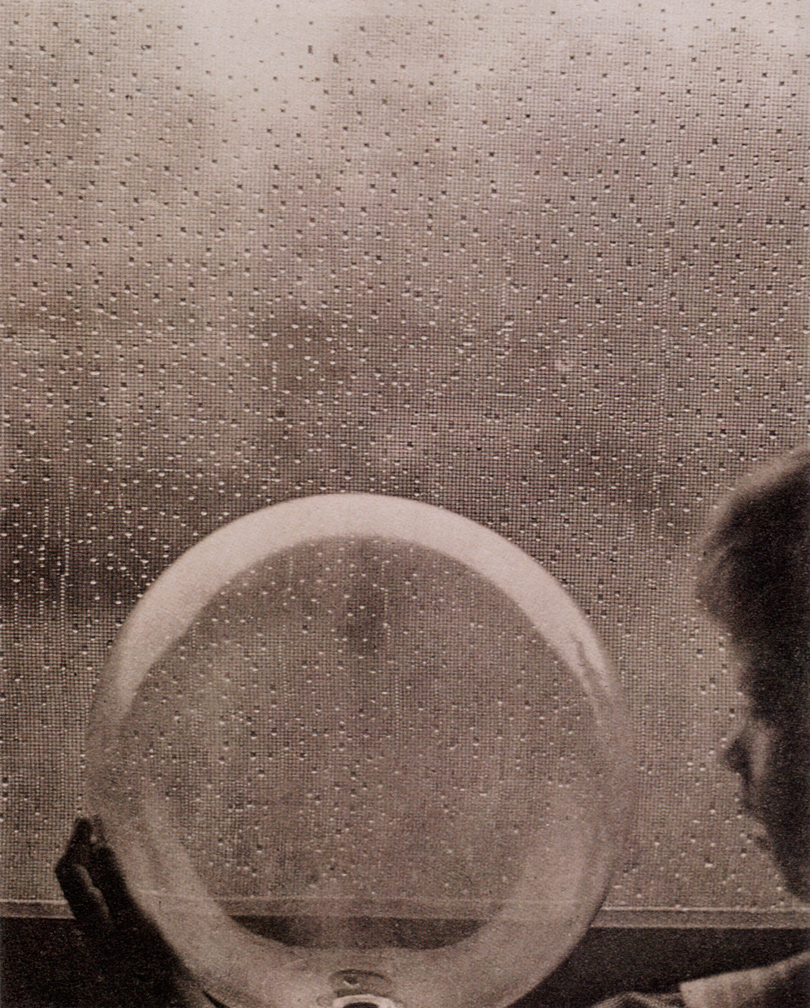
Clarence Hudson White: Dešťové kapky, Camera Work č. 23, 1908
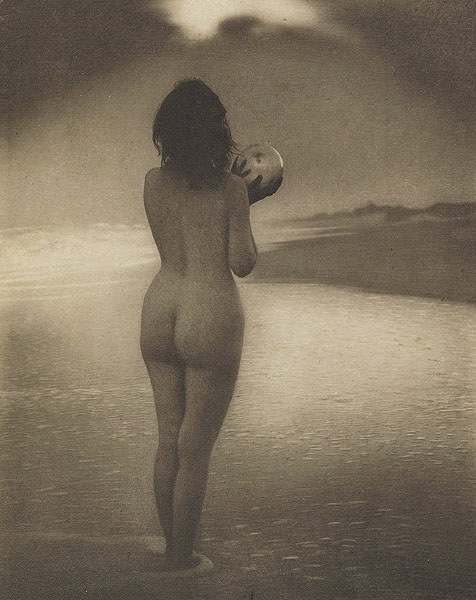
Alice Boughton: Dawn, Camera Work č. 26, 1909
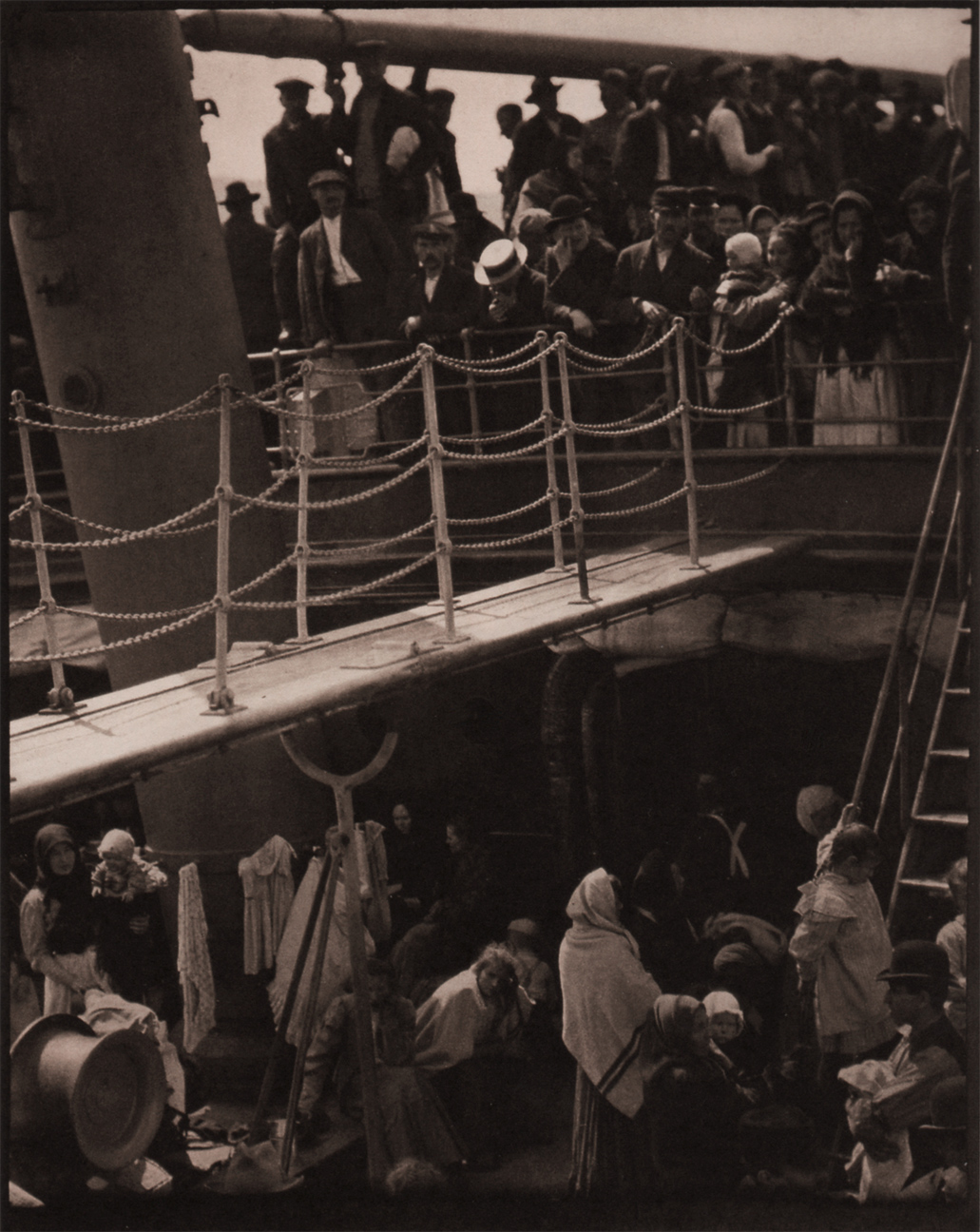
Alfred Stieglitz: Mezipalubí (1907), Camera Work č. 36, 1911
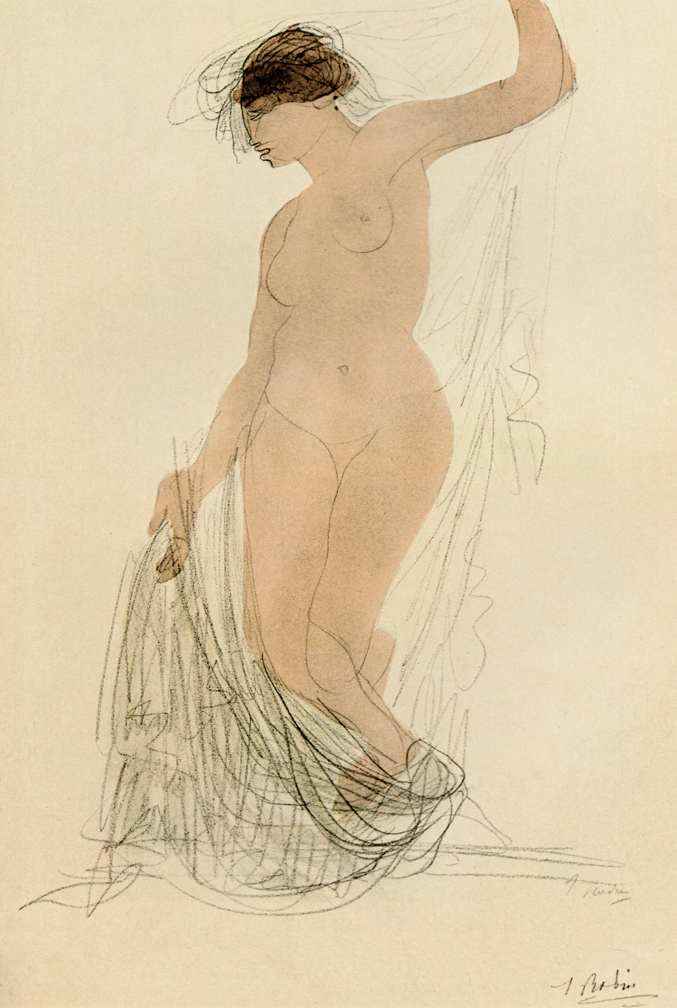
Auguste Rodin: Kresba (Akt), Camera Work č. 39, 1912
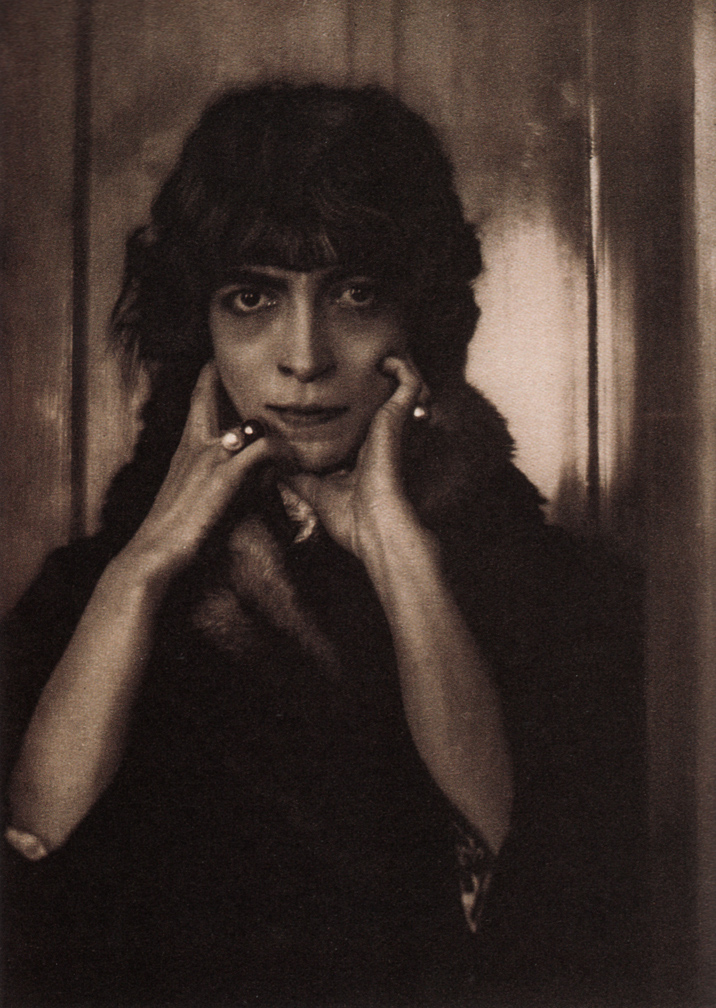
Adolf de Meyer: Marchesa Casati, Camera Work č. 40, 1912
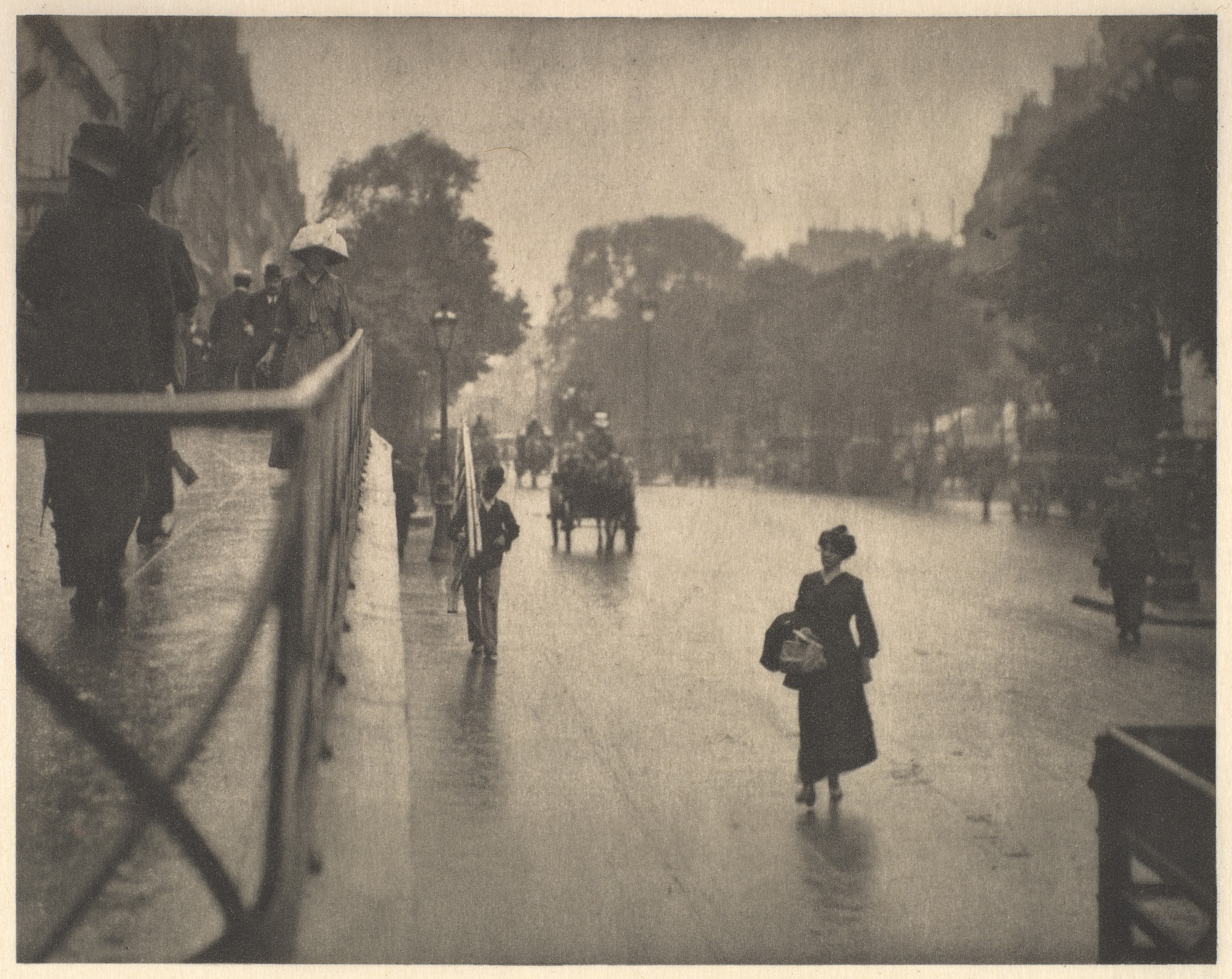
Alfred Stieglitz: A Snapshot: Paris, Camera Work č. 41, 1913
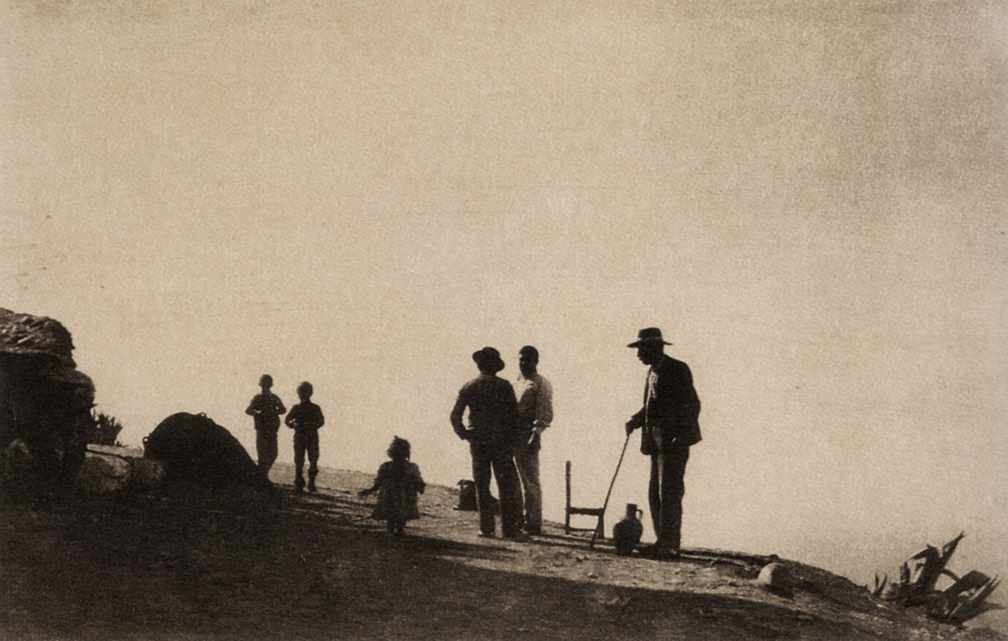
James Craig Annan: Group on a Hill Road – Granada, Camera Work č. 45, 1914
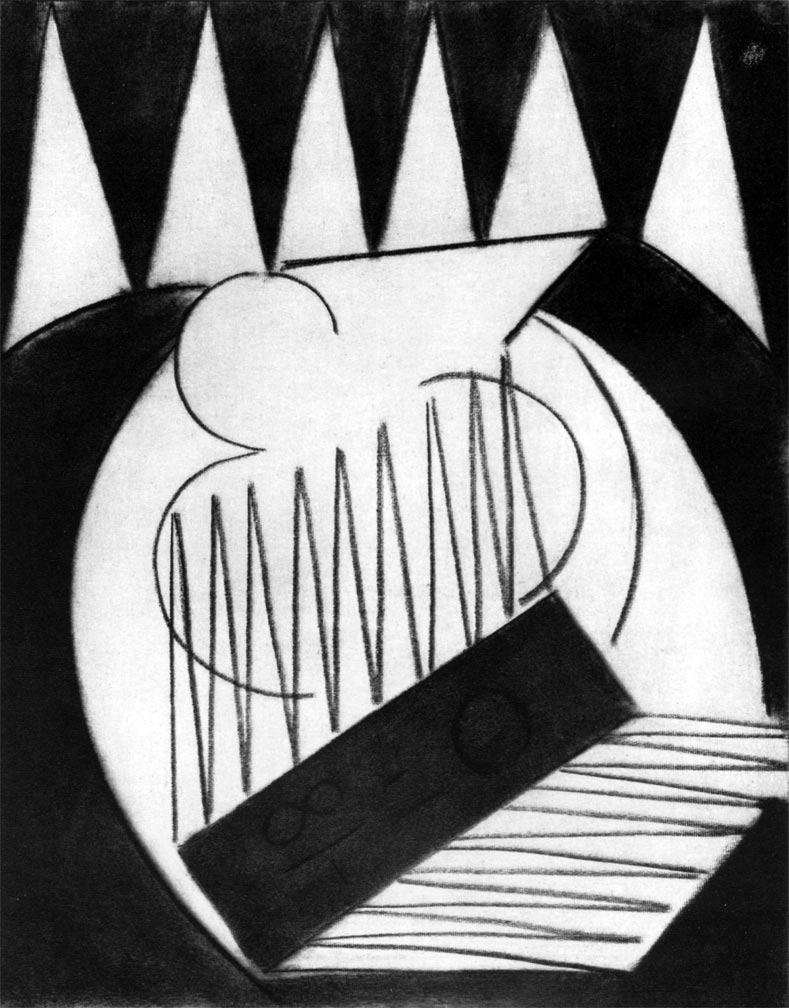
Marius de Zayas: Theodore Roosevelt, Camera Work č. 46, 1914
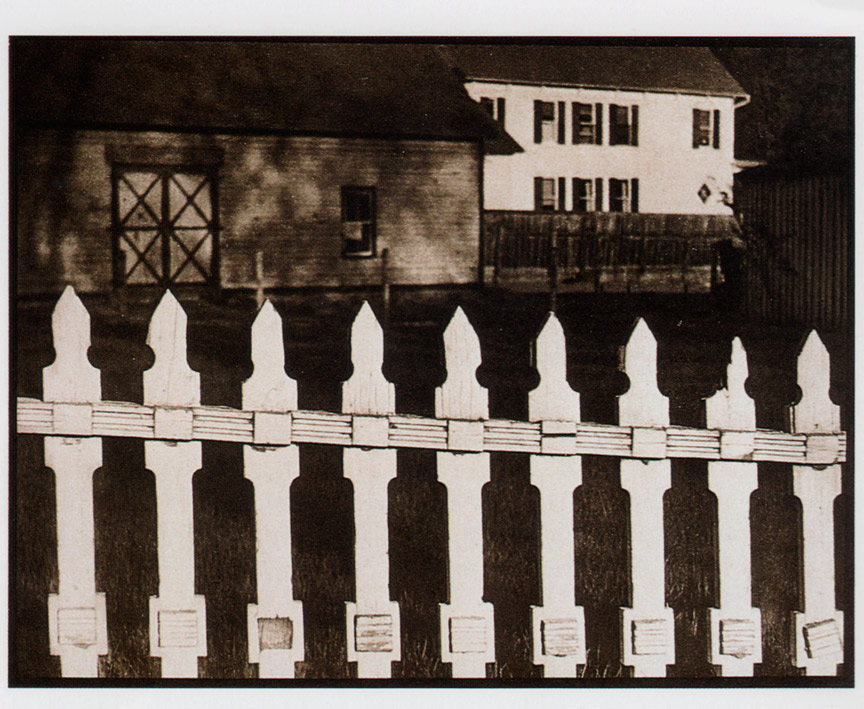
Paul Strand: Bílý plot, Camera Work č. 49–50, 1917
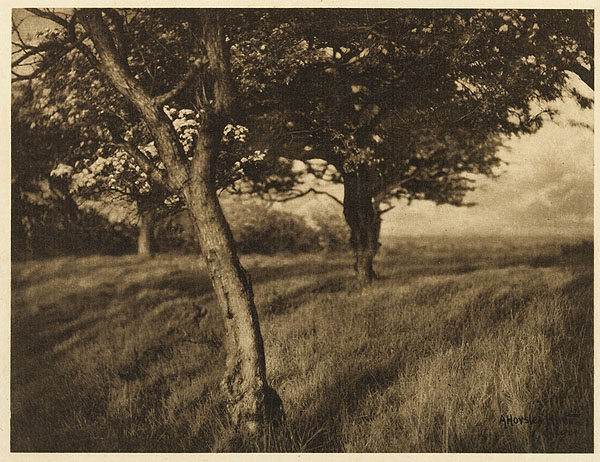
Alfred Horsley Hinton: Beyond, Camera Work č. 11, 1905